# Loxoneura decora
Loxoneura decora är en tvåvingeart som först beskrevs av Fabricius 1805.  Loxoneura decora ingår i släktet Loxoneura och familjen bredmunsflugor. Inga underarter finns listade i Catalogue of Life.